# Kent (band)

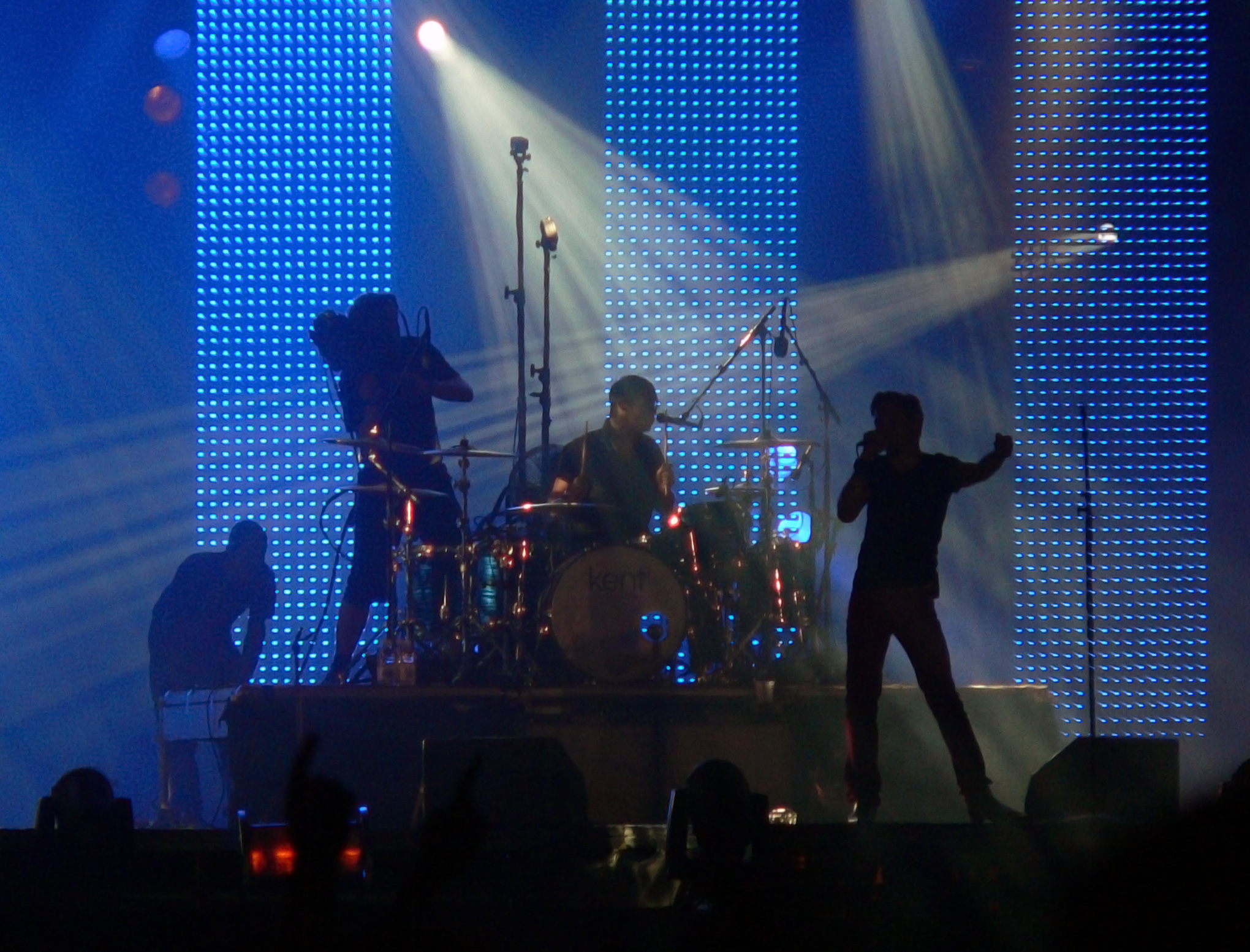
Kent tijdens het Roskilde festival 2005

Kent was een Zweedse rockband uit Eskilstuna. In 2016 is de band opgeheven.   

## Geschiedenis
De groep werd gevormd in 1990 onder de naam Jones & Giftet (Jones en het Gif) door de bandleden Joakim Berg, Martin Sköld, Markus Mustonen, Sami Sirviö en Thomas Bergqvist. In 1992 werd Bergqvist vervangen door Martin Roos, en nog in hetzelfde jaar werd de groepsnaam veranderd in Havsänglar (Zee-engelen). Het jaar daarop verhuisde de band naar Stockholm en werd de naam in Kent veranderd, naar het voorstel van Joakims broer Adam. In 1995 kwam het eerste album uit, en werd Martin Roos vervangen door Harri Manty.
Pogingen van de groep om door te breken in de internationale muziekwereld met Engelse versies van de albums Isola en Hagnesta Hill hadden weinig succes. Toch blijft Kent de meest populaire rockband uit Zweden.
Kent stond in Zweden bekend als een links getinte band. In het begin waren ze een rockband met invloeden uit de punk maar hun geluid werd steeds meer pop door de prominentere plaats van synthesizers en getriggerde drums. In hun laatste nummers klinken ze als een rockband die hun inspiratie uit de dance haalt, iets wat zich ook bewijst door de vele danse-remixen van hun laatste singles. De band maakte op 16 maart 2016 bekend dat ze hun laatste album zouden uitbrengen, genaamd Då som nu för alltid. Op 20 mei 2016 werd dit laatste album uitgebracht.

## Bandleden
- Joakim Berg – zang, gitaar
- Martin Sköld – basgitaar, keyboard
- Markus Mustonen – drums, piano
- Sami Sirviö – gitaar, keyboard
- Harri Mänty – gitaar, slagwerk (stapte 7 januari 2007 op)

## Discografie

### Albums
- Kent (15 maart 1995)
- Verkligen (15 maart 1996)
- Isola (12 november 1997)
- Isola (Engelse versie) (27 april 1998)
- Hagnesta Hill (6 december 1999)
- Hagnesta Hill (Engelse versie) (28 april 2000)
- B-sidor 95-00 (29 november 2000)
- Vapen & Ammunition (15 april 2002)
- Du & Jag Döden (15 maart 2005)
- The Hjärta & Smärta EP (12 november 2005)
- Tillbaka till samtiden (17 oktober 2007)
- Röd (6 november 2009)
- En Plats i Solen (24 juni 2010)
- Jag är inte rädd för mörkret (25 april 2012)
- Tigerdrottningen (14 april 2014)
- Då som nu för alltid (20 mei 2016)

## Prijzen
- 1995
  - Grammis för bästa pop/rockgrupp
- 1996

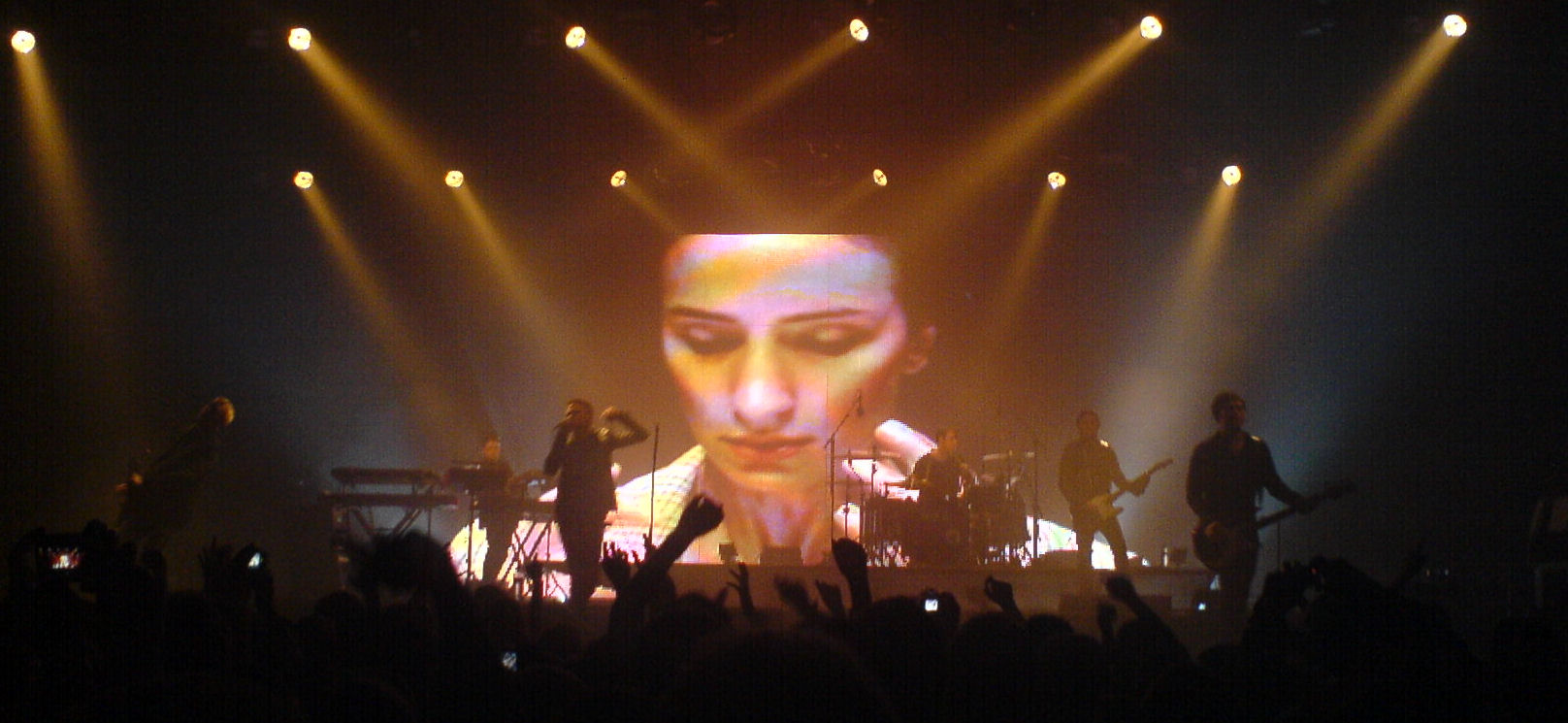
Kent, 2008

  - Grammis - bästa musikvideo (Gravitation)
  - Grammis - bästa producent (Nille Perned)
  - Rockbjörn - Zweedse cd van het jaar
  - Nöjesguidens prijs voor de beste band
- 1997
  - Grammis voor het beste album (Isola)
  - Grammis voor beste pop/rockgroep
  - Eskilstunas Musikpris
  - Rockbjörn - Zweedse groep van het jaar
  - Rockbjörn - Zweedse cd van het jaar (Isola)
  - Specialpriset "Speciale prijs voor de beste inzet voor Zweedstalige muziek in Zweden"
- 1998
  - Guldgadden - Beste liveband
- 1999
  - Rockbjörn - Zweedse groep van het jaar
  - Rockbjörn - het Zweedse liedje van het jaar(Musik non stop)
  - Grammis - beste pop/rockgroep
- 2002
  - MTV Europe Music Award - Best nordic act
  - MTG Radio Airplay award
  - Swedish Hit Music Awards - Zweedse artiest/groep van het jaar
  - Swedish Hit Music Awards - het Zweedstalige liedje van het jaar (Dom andra)
  - Swedish Hit Music Awards - Zweedse rock van het jaar (Dom andra)
- 2003
  - NRJ Radio Awards - Bästa svenska grupp
  - NRJ Radio Awards - Bästa svenska låt (Dom andra)
  - P5 Radio Stockholm Stockholmsmärket 2002 - Årets Stockholmsgrupp
  - P5 Radio Stockholm Stockholmsmärket 2002 - Årets Stockholmslåt (Dom andra)
  - Rockbjörn - beste pop/rockgroep van het jaar
  - Rockbjörn - beste cd van het jaar (Vapen & ammunition)
  - P3 Guld - groep van het jaar
  - P3 Guld - liedje van het jaar (Dom andra)
  - Grammis - liedje van het jaar (Dom andra)
  - Grammis - Artist van het jaar
  - Grammis - groep van het jaar
  - Grammis - album van het jaar(Vapen & ammunition)
  - Grammis - tekstschrijver van het jaar(Joakim Berg)
  - Grammis - compositeur van het jaar(Joakim Berg)
  - Grammis - producent van het jaar (Kent, Martin Von Schmalensee, Zed)
  - Sveriges bästa siter 2003 - Beste bandsite (Kent.nu)
  - Musikförläggarnas pris - kompositör/tekstschrijver van het jaar(Joakim Berg)
- 2005
  - Nordic Music Awards - Beste nordische artiest
  - P3 Guld - groep van het jaar
  - Rockbjörn - album van het jaar(Du & Jag Döden)
- 2006
  - Grammis - rockgroep van het jaar
  - Grammis - muziekvideo van het jaar (Dom som försvann)
- 2016
  - Swedish Music Hall of Fame